# Хейвен, Аннетт
Аннетт Хейвен (англ. Annette Haven; урожд. Аннетт Мартин, англ. Annette Martin; 1 декабря 1954, Лас-Вегас) — американская порноактриса и режиссёр.

## Биография
Аннетт Мартин воспитывалась в сексуально консервативной семье мормонов. Позже она рассказывала, что пошла в порноиндустрию ещё и потому, что хотела показать, что «секс не греховен» и может доставить удовольствие.
В 17 лет Аннетт вышла замуж, но через два года развелась и перебралась в Сан-Франциско. Начав работать медсестрой, затем она перешла в массажистки, а после этого стала танцевать в эротических шоу и работать стриптизершей. Работая в одном из стрип-клубов, она встретила порнозвезду Бонни Холидей и переехала к ней и её другу.
Её первой ролью стала роль Холидей в фильме Алекса де Ренци «Lady Freaks» (1973 год). Помимо активной работы в порно, снималась и в мейнстриме — так, играла эпизодическую роль в фильме Блейка Эдвардса «10». Была приглашена на роль в фильме «Вой», но отказалась по причине неприятия сцен насилия. Кроме того, являлась одной из кандидаток на главную женскую роль в киноленте «Двойник тела», но эта роль в итоге досталась Мелани Гриффит, а Хейвен стала консультантом режиссёра Брайана Де Пальмы. В интервью, данном Де Пальмой перед съёмками фильма, он сказал: «Я уже думал о кастинге. Я не знаю насчет соблазнительных молодых порнозвезд, но порнозвезды старшего поколения — Аннетт Хейвен или Сека — действительно могут играть. У Аннетт потрясающее тело».
Всего за свою карьеру снялась в 151 порнофильме (включая компиляции). При этом категорически отказывалась сниматься, если партнёр по съёмкам вызывал антипатию. Кроме того, отвергала сцены, содержащие бондаж, насилие или эякуляцию на лицо.
С 1989 года прекратила сниматься в кино и посвятила себя семье. Проживает в калифорнийском городе Милл-Вэлли.

## Избранная фильмография
- 1973. Lady Freaks.
- 1976. Spirit Of Seventy Sex.
- 1976. Tell Them Johnny Wadd is Here.
- 1977. Радио Барбары.
- 1977. Coming Of Angels.
- 1977. Desires Within Young Girls.
- 1977. Sex World.
- 1977. V the Hot One.
- 1978. Maraschino Cherry.
- 1979. Deep Rub.
- 1979. Female Athletes.
- 1980. F.
- 1981. 8 to 4.
- 1982. 1001 Erotic Nights.
- 1982. Summer Of '72.
- 1983. Marilyn Chambers' Private Fantasies.
- 1985. Coming Of Angels 2.
- 1985. Tower of Power.

## Премии
В 1977 году получила премию AFAA как лучшая актриса за фильм «Coming Of Angels».
Член Залов славы AVN, XRCO и Legends of Erotica.